# Metocinus capitatus
Metocinus capitatus – gatunek chrząszcza z rodziny kusakowatych i podrodziny kusaków.
Gatunek ten opisany został po raz pierwszy w 2018 roku przez Arnalda Bordoniego na łamach „Fragmenta Faunistica”. Jako lokalizację typową wskazano Park Narodowy Kibale w południowej Ugandzie. Epitet gatunkowy oznacza po łacinie „głowowy” i nawiązuje do masywnej głowy owada.
Chrząszcz o silnie wydłużonym ciele długości 4,9 mm.  Głowa jest duża, w zarysie niemal czworokątna z prawie równoległymi bokami, ubarwiona błyszcząco rudobrązowo z brązowymi czułkami, wyposażona w bardzo duże i wyłupiaste oczy. Jej powierzchnię pokrywa rozproszone punktowanie. Masywne, tak szerokie jak głowa i od niej dłuższe przedplecze również jest  błyszcząco rudobrązowe. Jego powierzchnia ma po od pięciu do siedmiu punktów w szeregach grzbietowych i po trzy punkty przednie w szeregach bocznych. Dłuższe i szersze od przedplecza pokrywy są pomarańczowego koloru. Zarys ich ma zaokrąglone kąty barkowe i rozszerza się ku tyłowi. Punkty na ich powierzchni są drobne, rozproszone i rozmieszczone w kilku szeregach. Powierzchnię odwłoka rzeźbią drobne i rozproszone punktowanie oraz poprzeczne mikrorowkowanie. Genitalia samca cechują się błoniastym edeagusem z tęgimi paramerami oraz szeregiem dużych, prawie prostokątnych łusek i położonych za nim szeregiem łusek drobnych w woreczku wewnętrznym.
Gatunek afrotropikalny, znany z Nigerii i Ugandy.